# Права человека на Кубе
Права человека на Кубе — совокупность гражданских, социальных и экономических прав на территории Кубы. Информация о правах человека освещается в докладах структур ООН, правозащитных организаций Human Rights Watch и Amnesty International.
По мнению властей США и ряда правозащитников, на Кубе имеют место серьёзные нарушения прав человека (в частности, преследование диссидентов, ограничение свободы слова). По мнению властей Кубы, в стране достигнуты успехи в реализации экономических, социальных и культурных прав человека, защите от организованной преступности и т. п.